# Sohāgpur
Sohāgpur är en ort i Indien.   Den ligger i distriktet Hoshangabad och delstaten Madhya Pradesh, i den centrala delen av landet, 700 km söder om huvudstaden New Delhi. Sohāgpur ligger 333 meter över havet och antalet invånare är 23 849.
Terrängen runt Sohāgpur är platt. Runt Sohāgpur är det ganska tätbefolkat, med 80 invånare per kvadratkilometer. Det finns inga andra samhällen i närheten. Trakten runt Sohāgpur består till största delen av jordbruksmark.